# Zolnea, Olevsk
Zolnea (în ucraineană Зольня) este localitatea de reședință a comunei Zolnea din raionul Olevsk, regiunea Jîtomîr, Ucraina.

## Demografie
Componența lingvistică a localității Zolnea
     Ucraineană (99,35%)
     Alte limbi (0,65%)
Conform recensământului din 2001, majoritatea populației localității Zolnea era vorbitoare de ucraineană (99,35%), existând în minoritate și vorbitori de alte limbi.